# صبا دشتیاری
غلام حسین صبا دشتیاری (۱۹۵۴–۱ ژوئن ۲۰۱۱) که عمدتاً با عنوان صبا دشتیاری شناخته می‌شود، استاد بلوچ مطالعات اسلامی در دانشگاه بلوچستان در کویته بود.

## اوایل زندگی
دشتیاری در سال ۱۹۵۳ در منطقه لیاری شهر کراچی پاکستان در خانواده‌ای از طبقه متوسط متولد شد. وی مدرک کارشناسی ارشد خود را در رشته فلسفه و مطالعات اسلامی دریافت کرد. او به زبان‌های اردو، انگلیسی، فارسی و عربی مسلط بود.

## پیشه
دشتیاری معلم مطالعات فلسفه  در دانشگاه بلوچستان بود و اغلب بین کراچی و کویته در رفت‌وآمد بود.
آثار وی شامل بیش از ۲۴ کتاب در زمینه ادبیات بلوچی، تاریخ، شعر و ترجمه است. او همچنین یک کتابخانه مرجع ادبیات بلوچی تحت عنوان کتابخانه سید ظهور شاه هاشمی، در منطقه ملیر کراچی تأسیس کرد.
این کتابخانه بیش از ۱۵۰٬۰۰۰ جلد کتاب به زبان‌های مختلف در مورد ادبیات، فرهنگ و تمدن بلوچی دارد. علاوه بر این، وی همچنین فهرست و کتابشناسی ادبیات بلوچی را که در ۵۰ سال گذشته منتشر شده‌است، گردآوری کرده‌است.

## مرگ
صبا دشتیاری روز چهارشنبه ۱ ژوئن سال ۲۰۱۱، پس از اینکه هدف تیراندازی مستقیم یک فرد ناشناس قرار گرفت، به شدت زخمی شد و پس از آنکه به بیمارستان منتقل شد به دلیل شدت جراحات وارده نتوانست زنده بماند.